# 闽都文化
闽都文化，又称福州文化，是閩文化的重要分支。主要分布于中国大陆（福建福州和寧德）、馬祖列島、日本、美国、阿根廷以及马来西亚诗巫地区的福州裔华侨社区。它的渊源主要来自古闽越文化、古中原文化和海外文化。闽都文化于近现代随着福州族群往海外的移民发展，已成为世界上最具影响力的一种地方性中华文化，是日本、美国与东南亚诗巫等地福州人社区的主要文化。闽都文化的内涵主要包含了閩語（福州話）、闽剧、閩菜（福州菜）、拗九节及迎神文化等等。

## 發展歷史

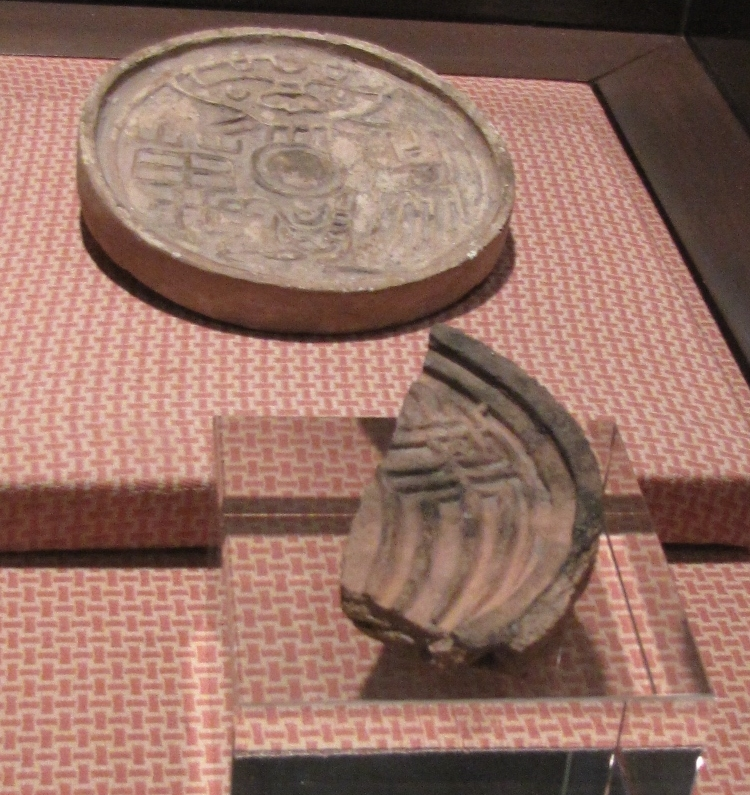
福州出土的闽越国冶城的瓦当

距今四千五百至六千五百年前的新石器时代，土著的闽人即壳丘头和昙石山人形成氏族部落，从事渔、猎活动，并开始了饲养畜类和简单的农业劳动，崇拜蛇並以此为图腾。到距今三千一百至三千六百年的青铜器时代，闽地出现大量几何印纹硬陶。《山海经》称：“闽在海中。”《史记·楚世家》载，公元前9世纪末，楚熊霜去世后，因三弟争立，“叔堪亡，避难于濮”。《国语·郑语》载：“叔熊逃难于濮而蛮。”贾公彦于注疏中指出：“叔熊避难于濮，随其俗为蛮人也，故曰蛮。”又云：“叔熊居濮如蛮，后子从分为七种，故谓七闽也”；“闽虽与蛮，七、八别数，其本是一，俱属南方也”。
越人的迁移闽族地区有史可稽的主要有三次。干越被吴灭亡后部分干越族人逃入较安定的七闽。公元前494年，吴王夫差在越国夫椒之地打败越王勾践的军队，并派重兵把勾践围困在会稽，勾践被迫“请为臣，妻为妾”，大批于越族人南逃入闽。越王无疆之时，越国出兵伐楚，“楚威王兴兵而伐之，大败越军，杀王无疆，而越以此散，诸族子争立，或为王，或为君，滨于江南海上，服于楚”。这就是越人的第三次入闽，他们带来了吴越文化，同原有土著结合成为闽越。《春秋集览》云：“越人居闽地，故并称闽越地。” 前110年，汉朝灭闽越，闽越人被强制迁徙到江淮一带。
汉初闽越人已过着“饭稻羹鱼”的生活，有铁制的农具和手工业工具，并会生产荃葛。孙吴历经六十二年、五次用兵入闽方取得统治，使闽江下游的生产、商贸和海上交通得到发展，闽江上出现“宏舸连轴，巨舰接舻”的盛况。晋太康三年（282），晋安郡郡守严高修筑子城，凿东西湖，利于灌溉，农业生产已摆脱火耕水耨状态。晉朝在附件设立典船校尉，专司造船；还设有温麻屯等有规模的造船工场。
永嘉之乱后，“衣冠南渡，八姓入闽”，福州地区开始大量种植水稻和水果，并能织出上乘的锦缎，陶器工艺也快速發展，寿山石雕已有石猪等工艺品产生；佛教的乾元寺、道教的城隍庙相繼建立。编撰第一部《闽中记》的陶夔、创立郡学堂的虞愿、著作《神灭论》的范缜以及著名诗人江淹等相繼在晋安郡任职。
唐中叶以后，福建观察使李椅、常衮重教兴学，王审知治闽期間大力兴修水利，围海造田，促进农业生产；利用濒海优势开辟甘棠港发展对外贸易。同时加强城市建设，先后修筑罗城、夹城。大兴“四门学”，使福州文风大振。陈衍《闽诗录》中说：“文教之开兴，吾闽最晚，到唐始有诗人，唐末五代中原诗人时有流寓入闽者，诗教乃渐昌。”至今福州话中还保存许多唐音。闽王崇奉佛教，福州寺庙大兴，“城里三山千簇寺，夜间七塔万枝灯”，禅宗五宗的创始人几乎都与福州有关。王审知的儿子尤崇道教，陈靖姑的“三奶教”在五代闽国盛极一时。宋乾道二至八年三科，永福县人萧国樑、郑侨、黄定连中三状元；宋嘉定元年一榜三鼎甲全是福州人（状元侯官郑性之、榜眼福清孙德舆、探花侯官黄桂）；宋朝间福州地区共举进士二千二百四十七人，居全国各省城第一。
欧洲教师在福州办起十六所教会中等学校，多数附设小学；同时，还有四所官私办大学、十二所各类官办学堂。民国时期，福州地区的教育事业有了更大的发展。清代后半叶，福州有一批在全国很有影响的文化人；20世纪20-30年代，福州的文学艺术活动日趋繁荣，闽剧、评话进入了兴盛时期。

## 建築

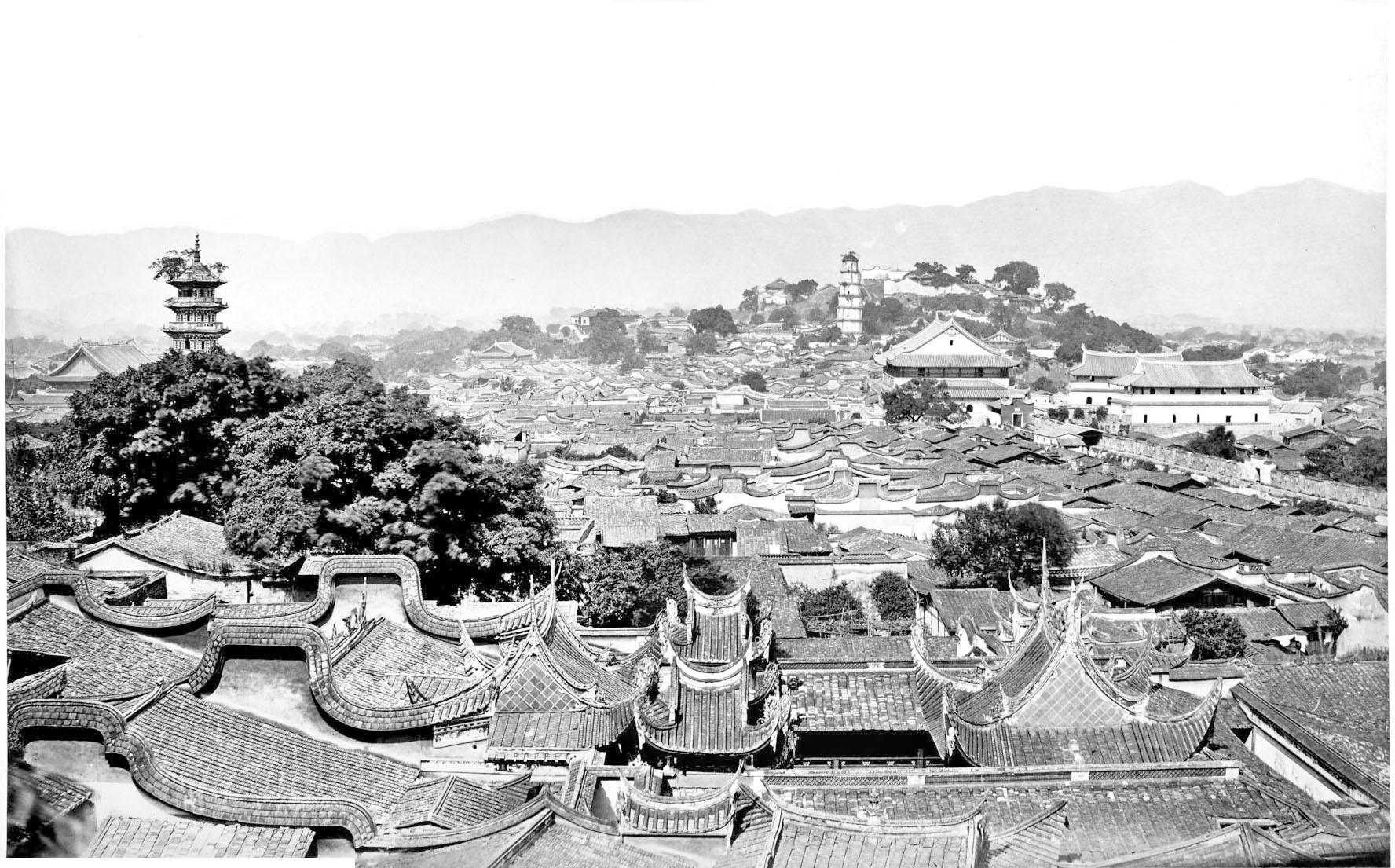
摄于1880年左右，图中乌塔、白塔是最高的建筑

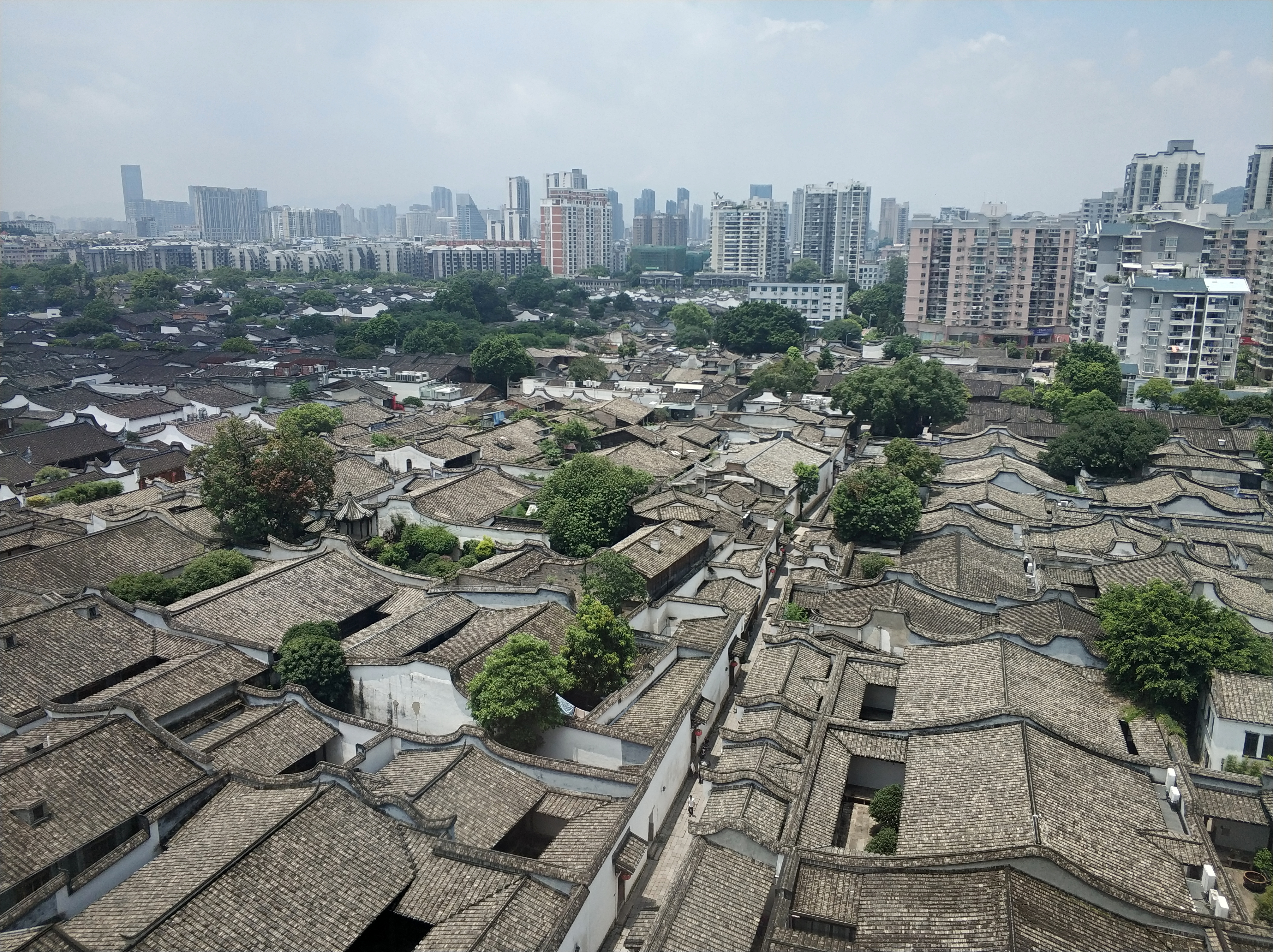
现今位于福州市东百中心大厦上鸟瞰的三坊七巷建筑群

福州的傳統民居建筑屬于閩海系建筑區中的閩東民居。典型的福州傳統民居材料以木構為主，輔以磚石，其平面布局多采用“三合內庭型”，即縱軸上一次安排“門廳—內庭—廳堂—內庭—廳堂—……”，以主廳堂為核心，主廳堂有三开间、五开间或七开间的，天井兩側是廊廡。大型的民居往往采用在軸線兩側重復模式單元來橫向擴展成多橫多進的院落，而有時則是在兩側配以護屋或花廳，花廳是休閑會客之處，多以假山、楼阁、凉亭、水榭裝點成小型的私家園林。福州民居結構上多用穿斗式和抬梁式，由柱承重，挑檐則是扁作直梁式的插栱挑檐。
福州民居外观上最显著的特征是馬鞍形封火墻（五行山牆）、大門等結構，它们也是福州和閩東地區所特有的。福州的封火山墻采用馬鞍曲線型，墻體高大、隨著梁架起伏，兩端翹起，動勢強烈，也被稱為馬鞍墻或馬頭墻，這種墻體形式在中國除閩東外的其他地區几乎是不存在的，墻體用牡蠣殼灰或石灰涂抹成白色，而墻頭和翹角都施有彩繪雕塑，有些雕塑包含了大量與海洋有關的元素。波浪般連綿的馬鞍墻曲線在20世紀中葉之前構成了福州城市天際線的輪廓。福州民居的大門主要有兩種模式，一種是以插拱支撑单坡屋顶形成似為門罩的雨罩，另一種是采用三间六扇门或明三暗五六扇门，門廊寬敞，施雙坡頂、兩側由封火墻延伸出牌堵， 大門后用一扇插屏門隔擋第一進院落，第二種大門的中間正門僅在重大儀式時打開，平時進出都走兩側小門。建筑中的門窗、斗拱、梁架等部位常常修飾以精致的木雕。

## 宗教
福州宗教的发展不仅广泛容纳了全国各民族的多神宗教，而且较早地传播外来的摩尼教、伊斯兰教、天主教和基督教。尤其是佛教禅宗五宗的创始都与福州密切相关。至今福州民众中仍延续着多神的信仰，许多社区和村庄还有自己的地方神，每年福州各地都会举行规模盛大的迎神和游神活动。福州迎神、游神活动是农历正月的重要习俗活动，常常在正月初十到十五这段时间内举行，活动多以村或社区为单位，有时几个社区也会联合迎神，具体仪式是将神祇塑像接入大轿中，并由人抬着在社区街道上巡游，而当地百姓往往会夹道迎接或观看，信徒则会烧香放炮，并在家门口摆设供品，希望迎神队伍能够在家门多停留一些时刻。迎神往往是社区一年中最热闹的活动之一。除了正月之外，特定的神祇还会有其独特的纪念日来进行迎神，此外有的神祇的迎神还会中元节前进行。临水夫人是福州最重要的神祇，其餘武夷王、白馬王、開閩王、威武王、裴仙師、董真君、許真君、扣冰祖師、張真君、五帝、懿德夫人等地方神祇，也都在福州享有盛名。福州的道教始于公元3世纪，10世纪五代闽国时期福州成为闾山派的中心，道教大为兴盛。到了清朝道教被朝廷抑制，但福州的道教与民间宗教相渗透，仍广为流行至今，民间信仰的神灵种类繁多，许多社区和村庄都有自己独特的地方神，有人估计福州各地的神灵多达上百种，其中还包括了福州典型的榕树崇拜，如照天君。

## 飲食

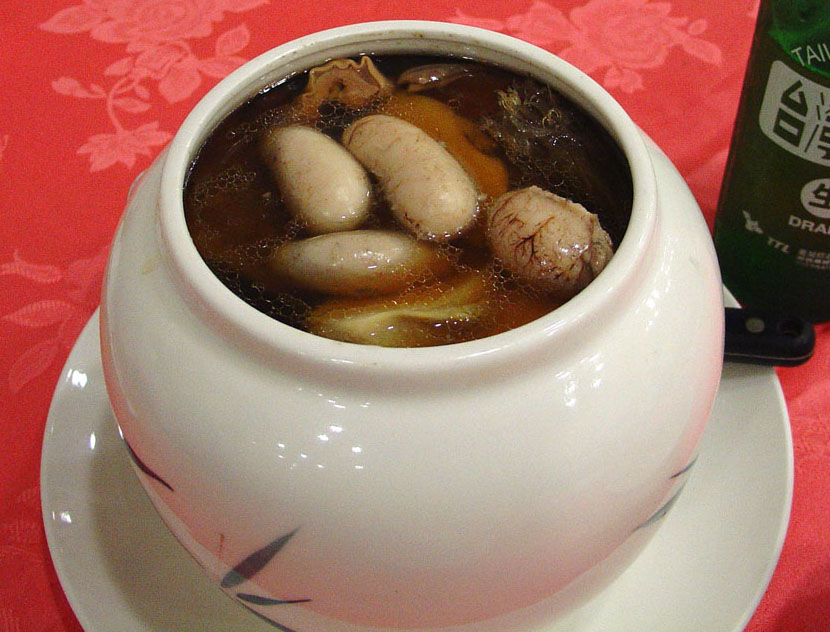
福州菜代表正宗佛跳墙

闽菜（主要指福州菜）是全国八大菜系之一，它有自己的特色，但在形成与发展中，不断吸收外来的养分。南宋以后，“苏杭雅菜”烹调方法的引进，促使福州菜产生了转折性的变化；五口通商后，福州菜又采纳了“京广烧烤”的特点，丰富自己；20世纪80年代以来，福州菜的烹调在擅长用糖、糟的基础上，融粤、鲁、川乃至西洋菜之长，使之跃上新的台阶。其特点為味道偏甜、酸、淡，尤其重视汤的烹制，有“一汤十变”之说，烹调方法上则以溜、蒸、炒、煨、炖最为常见。福州菜常用的典型调味料有虾油、红糟等。传统福州菜常以虾油取代食盐和酱油等作为咸味调料进行烹饪，而其注重清淡、鲜香的特点也决定了福州菜极少使用像辣椒一类的辛辣调料。福州菜著名菜肴有佛跳墙、红糟鸡、淡糟香螺片，鸡汤汆海蚌等。近代福州菜重要发源地之一為创建于清代中后期的福州聚春园餐馆，佛跳墙也是由聚春园的厨师郑春发所发明的。福州菜中还有大量的著名小吃，如鱼丸、扁肉燕、鼎边糊、線麵、光饼、拌麵、蛎饼等，其中很多都有很长的历史。福州菜还被福州移民带往了台湾、日本、北美、东南亚等地，在全球许多福州人社区，比如马来西亚霹雳州的实兆远與砂拉越州的詩巫、美国纽约华埠等地，都能见到福州菜，

## 戲劇

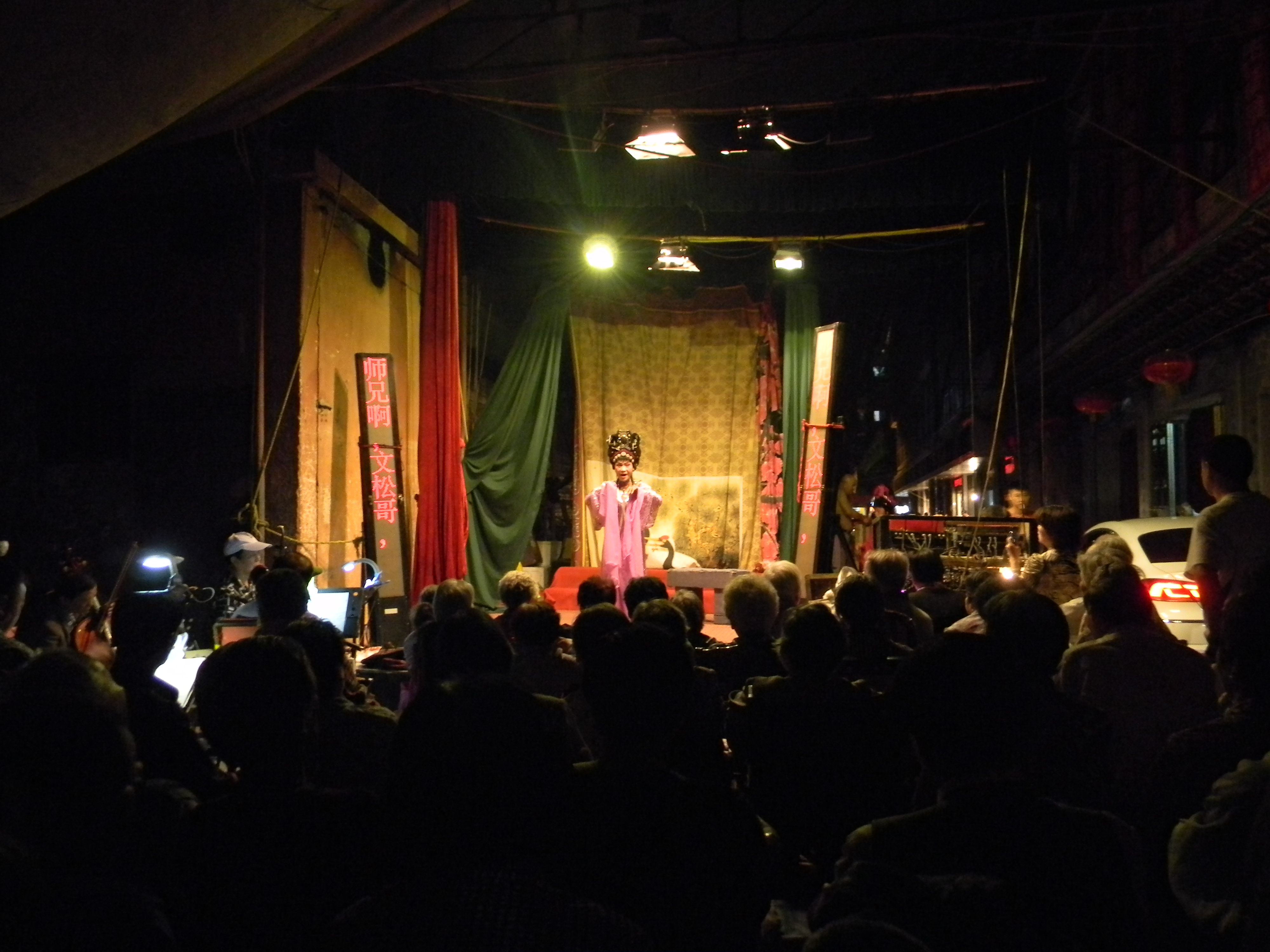
肃威路裴仙宫前搭台演闽剧

閩劇是用福州话演唱、念白的福建地方戏曲剧种，流行于以福州市为中心的閩都地区，也传播到舊時福建省內的兴化府、建宁府、延平府、邵武府以及台湾、香港，和新加坡、马来西亚、印度尼西亚等东南亚各国福州籍华人聚居地。闽剧形成于清末，兴盛于民国年间。闽剧大量吸收福建民间儿歌、俚语、谚语、歇后语等，乡土气息浓郁。闽剧的音乐唱腔由粗犷激越的“江湖调”、通俗平畅的“洋歌”、典雅婉约的“逗腔”以及清新活泼的“小调”这四大类组成，其中前三类都不同程度地受到弋阳腔、昆曲和徽调的影响，并保留着高腔的帮腔形式，后台帮腔叫做“掏岭”。演唱时男女均用本嗓，其特点是高昂激越，朴实粗犷，但也有细腻柔婉的唱腔。主要管弦乐器有横箫、唢呐、头管、二胡、椰胡等。打击乐器有青鼓、战鼓，大、小锣，大、小钹，磬等。传统闽剧的场面一般只有七个人，俗称“七条椅”。早期闽剧的角色分行比较简单，儒林班、平讲班的行当由生、旦、丑三个角色构成“三小戏”，后来吸收徽班、京剧的分行，角色渐趋完整, 增加到七个，曰“七子班”，再到九个，称“九门数”。随着行当的细致化，又逐渐发展为“十二角色”。

## 貿易

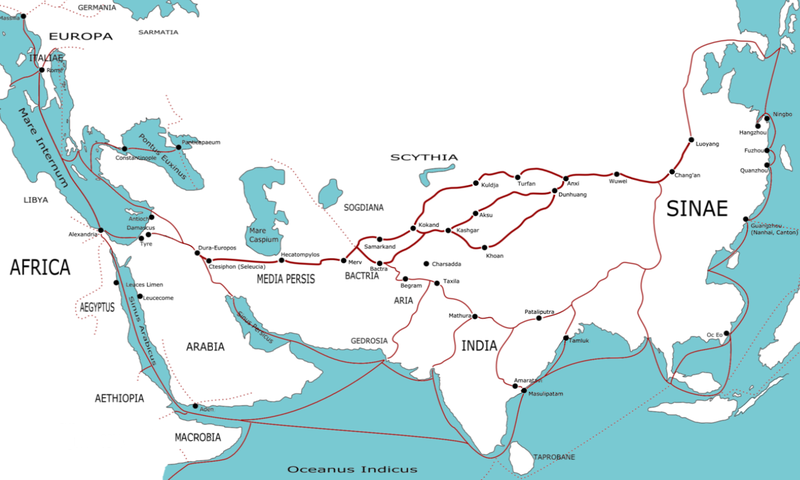
海上絲綢之路：從福州作為海上运枢纽，西至歐洲，東至日本。

汉高祖五年“复立无诸为闽越王”，都东冶（福州），始设东冶港。在东汉前期，东冶与中南半岛已经开辟了定期航线，来自中南半岛的商品皆在此集散转运“旧交阯七郡贡献转运，皆从东冶汎海而至。……至今遂为常路”。
中唐时期陆上丝绸之路中断，对外经贸文化交流重心逐渐向东南沿海转移，福州在唐代中期至五代期间成为海上丝绸之路的重要港口城市和经济、文化中心，并与广州、扬州并列为唐代三大贸易港口。当时和福州港有交通往来的海外国家和地区有：琉球、日本、林邑、赤土、真腊、婆利、新罗、三佛齐、天竺等。将中国丝绸、瓷器、茶叶、漆器等物产运往海外，带回香水、毛织品、玻璃器皿、象牙等。第一座横跨闽江的石桥万寿桥和江南第一佛福清瑞岩弥勒石像，也都在这一时期建造的。
宋朝福州已普遍种植占城稻并向江浙各地推广，印刷业十分发达，举世闻名的释、道三大藏——《崇宁大藏》、《毗卢大藏》、《万寿道藏》都在福州刊刻。造船技术达到全国一流水平，而且民间造船业兴起，宋绍兴十年朝廷下令在福州一次造舟千艘。意大利旅行家马可·波罗曾在他的游记中描绘当时福州的情景：福州“有一条大江（即闽江）穿城而过。江面宽一点六公里，两岸簇立着庞大、漂亮的建筑物。在这些建筑物前面停泊着大批的船只，满载着商品，特别是糖。因为这里也制造大量食糖……这里各种物资供应充足，还有许多赏心悦目的园林。出产优质美味的瓜果”。
明初福州对外贸易进入鼎盛时期。郑和七次下西洋都在这里候风补给。成化十年以后，福州更成为福建与琉球贸易最有活力的港口。福州的造船业跃居先进水平，能造出高大如楼的“福船”。海外又传入番薯、花生、烟草和玉米等新种，使福州农业生产更加多样化；特别是长乐人陈振龙引进番薯，不仅有利渡荒，而且提高粮食产量。明中叶以后，商品经济日益发展，并孕育着资本主义萌芽。福州的手工业作坊林立，纺织业发达；尤其弘治年间民间织造工人林洪发明“改机”，提高产量、质量，增加花色品种，使福州成为“丝城”。同时，矿冶业、造船业乃至果林业都出现雇佣关系。
19世纪60—90年代，由于欧美茶叶市场的大量需求，福州繁华的茶叶贸易成了福建省重要的税收来源，1883年后福州一跃成为中国最重要的茶叶出口港，马尾港茶叶出口额最多时占全国茶叶出口总额的百分之三十三至四十四。在经济基础的支持下，洋务派在福州开始了近代化转型的尝试，朝廷批准闽浙总督左宗棠在闽江口岸创立了福州船政。洋务运动中，福建船政独树一帜，带动了福州机械工业、轻工业、交通运输业以及矿产业的发展。

## 科舉

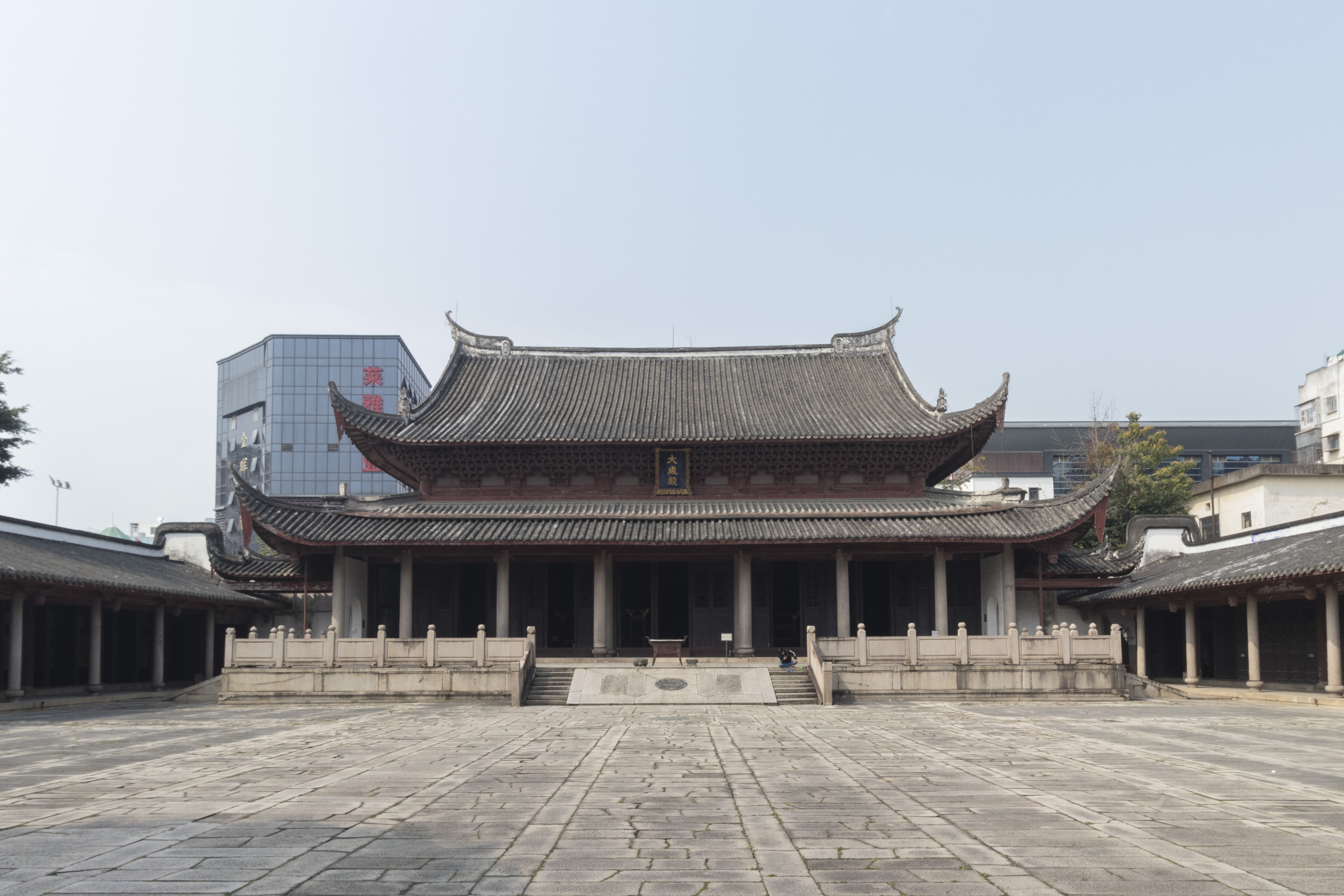
位于现今福州市鼓楼区圣庙路福州文庙里的大成殿古建筑

宋初为复兴儒学，在“宋初三先生”孙复、石介、胡瑗并起之时，“闽中四先生亦讲学于海上”。1126年，金朝大军南下，南宋迁都临安。“海滨四先生”陈襄、郑穆、陈烈、周希孟在闽中首倡理学，名闻天下。朱熹传承洛、濂、关理学三学派学说，克服了儒家经典学究化、泥古不化、脱离实际的自身问题，集其大成而为闽学，建立起新儒学体系。闽学作为朱熹的学说思想，后来发展成为中国主流文化，其思想影响持续到宋之后的各个朝代。随着宋代中国政治、经济、文化中心的南移，“宋兴，闽八郡之士取名第如拾芥，相挽引居台省，历卿相不绝于世，举天下言得第之多者必以闽为首称。”福州作为八闽首府，书院达37所，朱熹称“福州之学，在东南最盛”。宋代科举状况尤盛。据梁克家《三山志》记载：“由太平兴国五年，至今淳熙八年，凡二百有二年，以科目进者一千三百三十有九人。……何其日盛一日也。”据美国学者贾志扬统计，宋代全国共取进士28933名，福建进士有7144名，占全国进士总数的24.7%，近乎1/4，居全国之首。而福州进士达2799名，居全省第一。再据明代朱希召编的《宋代科状元录》记载，宋代有文献可考的113位文状元中，闽籍约有19位，其中至少8位为福州籍，几占全省状元总数的一半。

## 文學

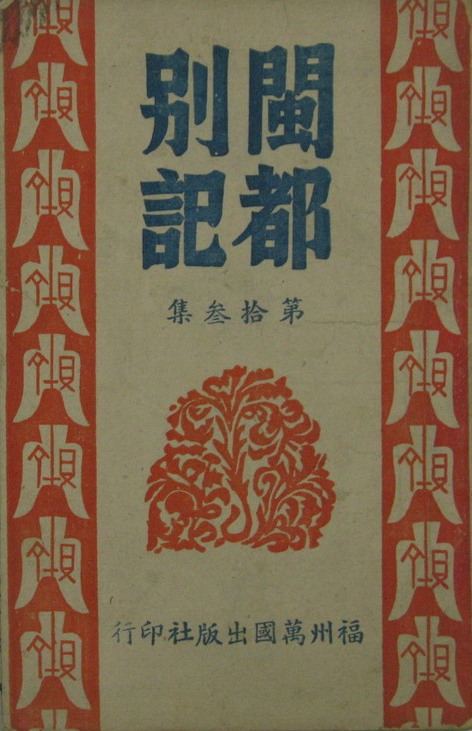
1940年代出版的《闽都别记》封面

18世纪的乾隆年间，笔名为里人何求的作家完成了长篇小说《闽都别记》，该小说中大量使用福州话，记录了许多民间故事、福建野史、风俗习惯、俚谣俗谚等，是福州历史上最重要的本土文学作品之一。此后，随着基督教在福州的传播，又出現用汉字书写的福州语《圣经》和圣诗（如《榕腔圣诗》）。19世纪中后期平话字发明以后，也出现了用平话字写成的福州语圣经和其他的基督教相关作品。 福州语文学的另外一种形式就是戏剧，比如闽剧剧本都是用福州语（汉字福州俗字）写成的。1949年之后，用汉字或平话字编写的福州语书籍的出版停止了，但闽剧剧本的编写仍然在延续。已知最早的福州话韵书是明朝晚期的《戚参将八音字义便览》，后于清朝编入《戚林八音》，清末又出现了《加订美全八音》。平话字发明后，福州的基督教会编写了、等榕-英或英-榕向的词典。

## 閩江考古文明遺址

### 昙石山遺址
公元前5000年～前4300年——福州市閩侯縣，陶片和磨制石器，其中以釜类最多。

### 莊邊山遺址
公元前？年～前？年——福州市閩侯縣。

### 黄土崙遗址
公元前？年～前？年——福州市閩侯縣。

### 殼丘頭遺址
公元前7000年～前3000年——福州市平潭縣。